# Machaerina tenax
Machaerina tenax är en halvgräsart som först beskrevs av Joseph Dalton Hooker, och fick sitt nu gällande namn av Tetsuo Michael Koyama. Machaerina tenax ingår i släktet Machaerina och familjen halvgräs. Inga underarter finns listade i Catalogue of Life.